# Ignacy Lewandowski (aktor)
Ignacy Lewandowski (ur. 20 grudnia 1940 w Kaliszu, zm. 7 lutego 2009 tamże) – polski aktor teatralny i filmowy. 
W 1960 złożył egzamin dojrzałości w I Liceum Ogólnokształcącym im. Adama Asnyka w Kaliszu. Od 1975 Lewandowski pracował jako inspicjent w Teatrze im. Wojciecha Bogusławskiego w Kaliszu. W 1984 został aktorem tego teatru. Wykreował około pięćdziesięciu ról teatralnych. W 1988 zdał eksternistyczny egzamin aktorski. W 2005 wygrał plebiscyt na najpopularniejszego aktora kaliskiego. Sporadycznie występował także w filmach. 
Aktor zmarł na atak serca, został pochowany na cmentarzu Tynieckim w Kaliszu.

## Filmografia
- U Pana Boga za miedzą (2009), reż. J. Bromski - Kościelny Józuś
- U Pana Boga w ogródku (2007), reż. J. Bromski - Kościelny Józuś
- Pierwsza miłość, reż. O. Khamidow - Stefan, pogorzelec
- Kariera Nikosia Dyzmy (2002), reż. J. Bromski - Senator